# 赵檀
趙檀，謝家福虛構的宋朝第八代皇帝宋徽宗赵佶的第三十五子，1127年，靖康之变，宋徽宗、宋钦宗被金兵所虏，绍兴元年（1131年）五月二十二日，宋徽宗的郑媚娘（郑昭媛）生子赵檀。其后命运不详。